# Provincia Florența
Florența este o provincie în regiunea Toscana în Italia.

## Comunele
Teritoriul provinciei cuprinde 44 de comune. Cele cu mai mult de 20.000 de locuitori sunt:
| Comună           | Locuitori |
| ---------------- | --------- |
| Florența         | 370.580   |
| Scandicci        | 50.157    |
| Empoli           | 47.624    |
| Sesto Fiorentino | 47.412    |
| Campi Bisenzio   | 43.456    |
| Bagno a Ripoli   | 25.682    |
| Fucecchio        | 22.538    |
| Pontassieve      | 20.708    |
| Lastra a Signa   | 20.534    |